# Én svale gør ingen sommer
|  | Denne artikel er oprettet af botten Steenthbot ud fra en ekstern database. Den kan derfor have sproglige fejl eller mangler. Denne skabelon kan fjernes efter kontrol af indholdet. |

Én svale gør ingen sommer er en dansk kortfilm fra 2021 instrueret af Emilie Fabricius Hacke.

## Handling
Adda har hele sit liv har sat sine egne ønsker og behov til side for ægteskabet og andres lykke. Men i besøget fra et barnebarn, der minder hende om sit yngre jeg, begynder hun langsomt at forholde sig til sig selv og sine hidtil skjulte drømme.

## Medvirkende
- Pia Jondal, Adda
- Waage Sandø, Ove
- Clara Dessau, Selma